# Николаев, Никита Юрьевич
Никита Юрьевич Николаев (род. 30 июня 1999) — российский прыгун в воду.

## Биография
Воспитанник московской школы прыжков в воду. Тренирутся в клубе «Юность Москвы», выступает в паре с Ильёй Молчановым.
На Европейских играх 2015 года завоевал золотую медаль в синхронных прыжках с трёхметрового трамплина.
Бронзовый призёр чемпионата России 2016 года в синхронных прыжках с трёхметрового трамплина.
В 2017 году стал чемпионом Европы среди юниоров в смешанной команде и прыжках с трёхметрового трамплина, а также серебряным призером в прыжках с метрового трамплина.
Чемпион Всемирной Универсиады 2019 года в синхронных прыжках с трёхметрового трамплина.